# Goffredo Petrassi

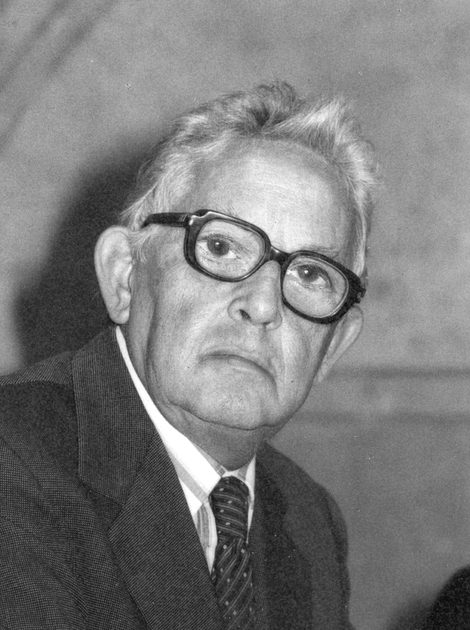
Goffredo Petrassi

Goffredo Petrassi (* 16. Juli 1904 in Zagarolo; † 3. März 2003 in Rom) war ein italienischer Komponist.

## Leben
Goffredo Petrassi war in seinen Jugendjahren Sängerknabe in der römischen Kirche San Salvatore in Lauro. Seine musikalischen Fähigkeiten erwarb er sich zunächst autodidaktisch, indem er als Angestellter einer Musikalienhandlung alle erreichbaren Partituren studierte. Er nahm dann Privatunterricht bei Alessandro Bustini und Vincenzo di Donato. Schließlich trat er in die Kompositionsklasse von Bustini am Conservatorio di Santa Cecila ein. 1936 wurde er Mitglied der Accademia di Santa Cecilia und 1939 Kompositionslehrer am Conservatorio di Santa Cecilia, wo er 1960 schließlich die Meisterklasse für Komposition übernahm.
Von 1937 bis 1940 war Petrassi Generalintendant des Teatro La Fenice in Venedig, von 1947 bis 1950 künstlerischer Direktor der Accademia Filarmonica Romana und von 1954 bis 1956 Präsident der Internationalen Gesellschaft für Neue Musik. 1957 wurde er zu deren Ehrenmitglied und 1977 wurde er als Ehrenmitglied in die American Academy of Arts and Letters gewählt. Seit 1963 war er assoziiertes Mitglied der Königlichen Akademie von Belgien. 1978 wurde er mit dem internationalen Antonio-Feltrinelli-Preis ausgezeichnet und in die American Academy of Arts and Sciences aufgenommen.

## Stilistische Fragen
In seiner Musik ging Petrassi von neoklassizistischen Ansätzen aus und fand über die Begegnung mit dem Serialismus zu einem ganz eigenen Stil. Seine acht Orchesterkonzerte entstanden zwischen 1934 und 1972. Damit umspannen sie fast das ganze Spektrum von Petrassis stilistischer Entwicklung. Im ersten Konzert stand er noch deutlich unter dem Einfluss des Neoklassizismus. Doch wurden hier schon Anklänge an Paul Hindemith und Alfredo Casella deutlich.
Petrassis Entwicklungsgang zur immer stärkeren Ausbildung einer persönlichen und freien Sprache vollzog sich verhältnismäßig langsam. Dabei ist bemerkenswert, dass diese Wandlung analog zu Petrassis Annäherung an die Zwölftonmusik der Wiener Schule verlief. Die frühen Arbeiten stehen unter dem Einfluss Igor Strawinskys und Hindemiths. Durch Casella wurde er auf die italienische Vokal- und Instrumentaltradition der Renaissance und des Frühbarock zurückgeführt. In den dreißiger Jahren schrieb Petrassi eine Musik, die sich durch lebendigen, musikantisch konzertierenden Duktus auszeichnet. Diese Musik fußt auf erweiterter Tonalität, auf Mixturklängen, sie kostet leere Quinten aus und überzeugt durch Frische und Leuchtkraft.

## Die Vokalmusik
Mit seiner Vokalmusik entfaltete Petrassi große Wirkung. Hier wird auch sein tief empfundener Humanismus spürbar. Im Bemühen um eine Wiederbelebung des Madrigalstils nahm er eine zentrale Position ein.
Besonders mit der atmosphärisch beeindruckenden Kantate Noche Oscura von 1950 fand Petrassi zu einer persönlichen Sprache. Aber auch die stilprägenden Einwirkungen Strawinskys, die an dessen Oedipus Rex oder die Psalmensinfonie erinnern, sind nicht zu überhören.

## Die zweite Schaffensperiode
Mit dem Hauptwerk der zweiten Schaffensperiode, dem dramatischen Madrigal Coro di Morti für Männerchor, drei Klaviere, Blechbläser und Schlagzeug (1940/1941), nimmt seine Sprache die Haltung einer Botschaft an, die in transzendente Bereiche zielt. Dieses Werk wird eine der wichtigsten Stationen in Petrassis Lebenswerk. Mit der Wandlung im Ausdruck verbindet sich naturgemäß eine Modifikation seiner musikalischen Elemente überhaupt. Am deutlichsten wird dies in der Harmonik, die sich mehr und mehr differenziert.
Nach wie vor bleibt die erweiterte Tonalität erhalten; das Klangideal bleibt weiterhin linear-melodisch; Erneuerungen von Renaissance und Frühbarock verbinden sich mit zeitgenössischen Anregungen. Doch dann entdeckt Petrassi 1945 die Bewegung und bindet sie in seine Musik ein: Sein Ballett Das Portrait des Don Quichotte ist der Beweis dafür und ist ein Beweis für ein reicheres, phantasievolleres Verhältnis zur Klangfarbe.
In seiner Kantate Noche oscura für gemischten Chor und Orchester löst Petrassi noch mehr Konsequenzen aus als vorher in der Kantate Coro Morti. War Petrassis Thematik in den Frühwerken vorwiegend diatonisch gewesen, so stuft er jetzt den Tonraum chromatisch aus. Dadurch wird die Harmonik zwar erweitert, ihre tonalen Bindungen aber verschleiert. Der Ausdruckswille steht im Vordergrund; die Annäherung an die Zwölftonmusik ist vollzogen, zwar nicht ganz real, aber doch virtuell.
Noch aber ist die Zwölftonmusik bei ihm nicht Grundlage der Gestaltung, doch spielt sie eine immer ausschlaggebendere Rolle. Die Zwölftonmusik wird strenger angewandt als bisher, die kontrapunktischen Verflechtungen erreichen einen neuen Höhepunkt.
1977 veröffentlichte er Alias, eine Komposition für Gitarre und Cembalo.

## Hauptwerke
- Partita für Orchester (1932)
- 1. Orchesterkonzert (1933/1934)
- Der 9. Psalm für gemischen Chor und Orchester (1939/1940)
- Klavierkonzert (1936/1939)
- Magnificat für Sopran, gemischten Chor und Orchester (1939)
- Coro di Morti für Männerchor, drei Klaviere, Blechbläser und Schlagzeug (1940/1941)
- Quattro inni sacro für Tenor, Bass und Orchester (1942)
- La Folia di Orlando, Ballett (1942/1943)
- Das Portrait des Don Quichotte, Ballett (1945)
- Il Cordovano, Oper (1950)
- Sonata da Camera für Cembalo und zehn Instrumente (1948)
- Morte dell'Aria, Oper (1950)
- Noche oscura, Kantate für Chor und Orchester (1950)
- 2. Orchesterkonzert (1951)
- Nonsense für Chor a cappella (1952)
- 3. Orchesterkonzert Récréation concertante (1956/1957)
- 4. Orchesterkonzert (1954)
- 5. Orchesterkonzert (1954)
- 6. Orchesterkonzert Invenzione concertanta (1956/1957)
- Serenata für fünf Instrumente (1958)
- Streichquartett (1958)
- Streichtrio (1959)
- Suoni notturni für Gitarre (1959), Petrassis erstes atonales und athematisches Solowerk[4]
- Flötenkonzert (1960)
- Propos d'Alain, Kantate für Bariton und 12 Spieler (1960)
- 7. Orchesterkonzert (1961/1964)
- Estri für 15 Instrumente (1967)
- Tre per sette für drei Spieler auf sieben Blasinstrumenten (1967)
- 8. Orchesterkonzert (1972)